# Oblisco Capitale
Az Oblisco Capitale (arabul: أُوبْلِيسْكُو كَابِيتَالِي) tervezett felhőkarcoló Egyiptom tervezett fővárosában. A világ legmagasabb épületének tervezik, pontosan egy kilométer magas lenne, 172 méterrel magasabb, mint a Burdzs Kalifa.
Az épületet a gízai IDIA cég tervezi, egy obeliszk alakját veszi fel, körülötte pedig egy, a Nílus alakját követő mesterséges folyó épül. Százhatvanöt emelettel fog rendelkezni, a tervek szerint többek között hotelek, mozik, bevásárlóközpontok és lakások is lesznek az épületben.

## Helyszín
Egyiptom tervezett fővárosa üzleti kerületében fog elhelyezkedni.